# 森尾ひとみ
森尾 ひとみ（もりお ひとみ、1973年7月26日 - ）は、日本の元AV女優。

## 略歴
新潟県出身。1990年代中盤に活動した。
1994年3月に「あなたとやりたい」（アリスJAPAN）でデビュー。
「ロバの耳そうじ」（日本テレビ）や「ガハハ王国」（テレビ朝日）といった深夜番組に出演した。
同年10月に浅草ロック座でストリップデビュー。
1996年1月発売の『犯乳病棟・奴隷ナース』（ART）を最後に、AVから引退した。

## 出演作品

### アダルトビデオ
1994年
- あなたとやりたい（3月11日、アリスJAPAN）＊デビュー作
- なめなめかみかみあそこがジュワ〜（4月29日、アリスJAPAN）
- 女神合体 突きにかわってお仕置きよ!（5月27日、アリスJAPAN）
- 濡れた関係 森尾ひとみのオムニバス（6月24日、セシル）
- ラブジュースが止まらない（7月7日、メシア）
- ビザールの花嫁 2（8月20日、VINL）
- ラブシャワー（8月31日、サクセス・ビデオ・コミュニティー）＊「あなたとやりたい」の再編集版
- レイプ願望（9月21日、VINL）
- トライアングル・レズビアン 10（10月25日、VINL）共演：松宮久美子、葉月エリナ
- 淫モラル天使（11月2日、COLORS（笠倉出版社））
- 潮吹きボディコン夫人（12月14日、オー・ケイ出版社）
- 顔面シャワーエレクト.10＋3 PART.17（12月15日、クリスタル映像）全13名
- 開眼さわやか奥様（ファイブスター FV-9013）
- ナース快楽館13 岡崎美女・藤村真澄・森尾ひとみ ほか（ファイブスター）全5名

1995年
- ナース物語 濡れた茂み 3（1月13日、笠倉出版社）ほか多数＊オムニバス作品
- VINLハウスの果実たち Vol.2（1月14日、KUKI）全8名 ＊オムニバス作品
- レズ地獄 女教師ひとみと生徒さやか（3月24日、バビロン）共演：水野さやか
- 吸った揉んだされました。（3月30日、アイビック）
- 原色VIDEO図鑑 女教師CLUB 6（5月28日、宇宙企画）共演：観月マリ、本田奈々、野中満ちる
- Masochistic Desire 白衣の性隷（9月15日、シネマジック）
- 潮吹き美女館（10月9日、笠倉出版社）全8名
- レズ・ミックス（10月14日、KUKI）＊「トライアングルレズビアン 9」他を再編集したもの ＊オムニバス作品
- エロティック・ハウス（10月17日、VINL）共演：水野さやか、藤森優美、篠宮知世、麻原樹里
- 5人の淫女とCD-ROM体験AV エロティック・ハウス（10月17日、KUKI）＊オムニバス作品
- おしゃぶりスペシャル 新・咥え上手な乙女たち（11月10日、シネマジック GA-30）全7名
- 沢木和也のナンパ帝国スペシャル AVギャルの逆ナンパ 3 森尾ひとみ・林由美香（12月12日、ステラ S-95121）

1996年
- 学園レズ物語（1月10日、サクセス・ビデオ・コミュニティー）共演：水野さやか 氷高小夜 ※「レズ地獄」を再編集したもの
- 犯乳病棟・奴隷ナース（1月13日、ART）
- 緊縛病棟の愛奴たち（1月26日、シネマジック VS-399）全7名
- AV出演の舞台裏 素人娘大追跡 森尾ひとみ・白石奈津子 ほか（3月24日、宇宙企画）
- あなたともっとやりたい 乙女たちのデビュースペシャル 森尾ひとみ・藤森加奈子・栗田もも ほか（3月29日、アリスJAPAN）全5名 ※「あなたとやりたい」シリーズ総集編
- 逆ナンパバトル3 森尾ひとみ・林由美香（5月17日、アトラス21）
- クライマックスダイジェスト 乱舞 '96（8月9日、ART）ほか多数＊オムニバス作品

発売年不明
- 若奥様御乱行（ビデオ安売王オリジナル）VHS

### アダルトDVD
- ビザールの花嫁（1999年2月26日、KUKI）※「ビザールの花嫁 2」「レイプ願望」収録
- レズ地獄スペシャル 森尾ひとみ・水野さやか・氷高小夜（2000年12月22日、アリスJAPAN）「レズ地獄」含む2タイトル収録 ＊オムニバス作品
- 犯乳病棟・奴隷ナース 森尾ひとみ・藤原りょう（2001年5月28日、ART）「犯乳病棟・奴隷ナース」含む2タイトル収録
- ビザールオルガズム 31 杉浦清香・藤原りょう・森尾ひとみ（2012年10月13日、アートビデオ）

### テレビ（バラエティ）
- ロバの耳そうじ　（日本テレビ）
- ガハハ王国　（テレビ朝日）

## 出版

### 写真集
- 女性アイドル写真集 熱帯伝説 森尾ひとみ 他5名（1994年1月10日、海王社）撮影:木村智哉
- テリー伊藤写真集 ヤラセッ娘 秋乃こずえ、かとう由梨、上條うらら、森尾ひとみ ほか（1994年10月15日、センチュリー）撮影:テリー伊藤
- アイドルストリッパー×4（バイフォー）佐野あゆみ、小林愛美、森尾ひとみ、沢口梨々子（1996年1月30日、大海社）撮影:山岸伸、撮影協力:浅草ロック座 ISBN 9784925006095

### 雑誌
- GIRL Friends ガールフレンズ 1994年3月号（若生出版）
- BI-MONTHLY PHOTOGRAPHIX SUPER G NO.3 特ダネトップ4月30日増刊（1994年4月30日、海王社）
- アクションカメラ 1994年4月号（ワニマガジン）
- オレンジ通信 1994年05月号（表紙）
- GOKUH 1994年6月号（英知出版）
- LOVE COLLECTION ラブコレクション Vol.2（1994年7月1日、ワニマガジン）
- SUPER GALS NOW 1994年9月号（シュベール出版）
- DoLiVe 1994年12月号（青人社）
- 宝島 1995年3月8日号（宝島社）
- SUPERデラPin 1995年3月号（英知出版）